# Koosje van Voorn
Koosje van Voorn, née le 15 janvier 1935 à Groningue et morte le 5 août 2018 à Schéveningue, est une nageuse néerlandaise.

## Biographie
Koosje van Voorn participe aux Jeux olympiques d'été de 1952 à Helsinki et remporte la médaille d'argent sur 4 × 100 mètres nage libre avec Irma Heijting-Schuhmacher, Marie-Louise Linssen-Vaessen et Hannie Termeulen.